# The Mars Voltas turnéer
Denna artikel handlar om The Mars Voltas alla turnéer.

## 2001

### USA (medThe Anniversary)
- 18/10 - Anaheim, Kalifornien - Chain Reaction
- 23/10 - Carrboro, North Carolina - Cat's Cradle
- 24/10 - Athens, Georgia - 40 Watt Club
- 25/10 - Orlando, Florida - Sapphire Supper Club
- 30/10 - Houston, Texas - Engine Room
- 31/10 - Dallas, Texas - The Door
- 1/11 - Austin, Texas - Emo's
- 2/11 - Fayetteville, Arkansas - Clunk Music Hall
- 3/11 - St. Louis, Missouri - The Galaxy
- 4/11 - Kansas City, Missouri - El Torreon
- 6/11 - Boulder, Colorado - Tulagi's
- 8/11 - Tempe, Arizona - Nita's Hideaway*
- 10/11 - San Diego, Kalifornien - The Epicentre*
- 11/11 - West Hollywood, Kalifornien - The Troubadour*
- 12/11 - San Francisco, Kalifornien - Bottom of the Hill*

* utan The Anniversary

## 2002

### Kalifornien
- 24/2 - San Diego, Kalifornien - BrickByBrick
- 25/2 - West Hollywood, Kalifornien - The Troubadour
- 26/2 - San Francisco, Kalifornien - Bottom of the Hill
- 27/2 - Los Angeles, Kalifornien - Spaceland

### Europa (medThe ApesochLes Savy Fav)
- 3/3 - Amsterdam, Nederländerna - Melkweg
- 4/3 - Groningen, Nederländerna - Vera
- 5/3 - Hamburg, Tyskland - Schlachtof
- 6/3 - Berlin, Tyskland - SO36
- 7/3 - Prag, Tjeckien - Rock Cafe
- 8/3 - München, Tyskland - Metropolis
- 9/3 - Ilirska Bistrica, Slovenien - MKNZ
- 10/3 - Zagreb, Kroatien - KSET
- 13/3 - Rom, Italien - Forte Prenestino
- 14/3 - Bologna, Italien - Il Covo
- 15/3 - Biella, Italien - Babylonia
- 16/3 - Lyon, Frankrike - CCO
- 17/3 - Barcelona, Spanien - Mephisto
- 19/3 - Madrid, Spanien - El Sol
- 20/3 - Bordeaux, Frankrike - Le Cat
- 21/3 - Paris, Frankrike - Le Trabendo
- 22/3 - Kontich, Belgien - Lintfabriek
- 24/3 - London, England - ULU
- 25/3 - Leeds, England - The Cockpit
- 26/3 - Glasgow, Skottland - King Tut's Wah Wah Hut
- 27/3 - Manchester, England - Hop & Grape
- 28/3 - Tilburg, Nederländerna - 013
- 31/3 - Düsseldorf, Tyskland - Philipshalle*

### Kalifornien
- 28/4 - Indio, Kalifornien - Coachella-festivalen
- 30/9 - Chico, Kalifornien - Brickworks
- 1/10 - San Luis Obispo, Kalifornien - SLO Brew
- 2/10 - Santa Barbara, Kalifornien - The Living Room
- 3/10 - San Diego, Kalifornien - The Scene
- 5/10 - Irvine, Kalifornien - This Ain't No Picnic Festival
- 6/10 - Orangevale, Kalifornien - The Boardwalk
- 7/10 - San Francisco, Kalifornien - Bottom of the Hill

## 2003

### Europa (medRed Hot Chili Peppers)
- 2/3 - Bristol, England - Fleece and Firkin*
- 3/3 - Leeds, England - The Cockpit*
- 5/3 - Glasgow, Skottland - SECC
- 8/3 - London, England - Docksland Arena
- 9/3 - London, England - Docksland Arena
- 11/3 - Manchester, England - Manchester Evening News Arena
- 14/3 - Antwerpen, Belgien - Sportpaleis Merksem
- 16/3 - Zürich, Schweiz - Hallenstadion
- 17/3 - München, Tyskland - Olympiahalle
- 19/3 - Rotterdam, Nederländerna - Ahoy Rotterdam
- 20/3 - Rotterdam, Nederländerna - Ahoy Rotterdam
- 22/3 - Hamburg, Tyskland - Color Line Arena
- 24/3 - Helsingfors, Finland - Hartwall Areena
- 25/3 - Åbo, Finland - Turku Hall
- 27/3 - Oslo, Norge - Oslo Spektrum
- 29/3 - Stockholm, Sverige - Globen
- 31/3 - Köpenhamn, Danmark - Vega*
- 1/4 - Berlin, Tyskland - SO36*
- 2/4 - Prag, Tjeckien - Rock Café*
- 3/4 - Wien, Österrike - Flex*
- 4/4 - Zagreb, Kroatien - Mochvara*
- 6/4 - Bologna, Italien - Estragon*
- 8/4 - Barcelona, Spanien - Razzmatazz 3*
- 9/4 - Madrid, Spanien - Moby Dick*
- 11/4 - Paris, Frankrike - La Boule Noire*
- 12/4 - Bryssel, Belgien - Ancienne Belgique Box*
- 13/4 - London, England - Astoria*

### Nordamerika (medRed Hot Chili Peppers)
- 24/4 - West Hollywood, Kalifornien - Troubadour (private)*
- 27/4 - Indio, Kalifornien - Coachella Festival

Leg 1:
- 1/5 - St. Paul, Minnesota - Xcel Energy Center
- 2/5 - Madison, Wisconsin - Alliant Energy Center
- 4/5 - Omaha, Nebraska -
- 6/5 - Kansas City, Missouri -
- 7/5 - St. Louis, Missouri -
- 9/5 - Moline, Illinois - Mark Of the Quad Cities
- 10/5 - Grand Rapids, Michigan - Van Andel Arena
- 12/5 - Ottawa, Ontario -
- 13/5 - Toronto, Ontario -
- 15/5 - Montréal, Québec -
- 17/5 - Albany, New York - Pepsi Arena
- 19/5 - East Rutherford, New Jersey - Continental Airlines Arena
- 20/5 - New York, New York - Madison Square Garden
- 21/5 - Brooklyn, New York - Northsix*

Leg 2 (inställd):   
- 2/6 - West Palm Beach, Florida - Coral Sky Amphitheatre
- 3/6 - Orlando, Florida - TD Waterhouse Centre
- 5/6 - Raleigh, North Carolina -
- 6/6 - Charlotte, North Carolina - Verizon Wireless Amphitheatre Charlotte
- 8/6 - Atlanta, Georgia -
- 10/6 - Shreveport, Louisiana -
- 11/6 - New Orleans, Louisiana -
- 13/6 - San Antonio, Texas - Verizon Wireless Amphitheatre
- 14/6 - Houston, Texas - C.W. Mitchell Pavilion
- 16/6 - Dallas, Texas -
- 18/6 - Oklahoma City, Oklahoma - Ford Center
- 20/6 - Denver, Colorado -
- 21/6 - Salt Lake City, Utah -

*utan RHCP

### De-loused In The Comatorium

#### Nordamerika och EU
- 1/7 - Los Angeles, Kalifornien - Henry Fonda Theater
- 2/7 - San Francisco, Kalifornien - Great American Music Hall
- 8/7 - Portsmouth, England - Wedgewood Rooms
- 9/7 - London, England - Electric Ballroom
- 11/7 - Manchester, England - Move Festival
- 12/7 - Balado, Skottland - T in the Park Festival
- 13/7 - County Kildare, Irland - Witnness Festival
- 16/7 - Philadelphia, Pennsylvania - Theater of the Living Arts
- 18/7 - New York, New York - Irving Plaza
- 19/7 - Boston, Massachusetts - Axis
- 21/7 - Toronto, Ontario - Opera House
- 22/7 - Detroit, Michigan - St. Andrews Hall
- 23/7 - Cleveland Heights, Ohio - Grog Shop
- 24/7 - Chicago, Illinois - Metro
- 26/7 - Denver, Colorado - Gothic Theatre
- 28/7 - Seattle, Washington - Showbox

#### Japan mini
- 2/8 - Osaka, Japan - Summer Sonic Festival
- 3/8 - Tokyo, Japan - Summer Sonic Festival

#### Europa och Nordamerika (medSaul Williamsi Nordamerika)
- 23/8 - Reading, England - Reading Festival
- 24/8 - Leeds, England - Leeds Festival
- 27/8 - Wiesen, Österrike - Two Days A Week Festival*
- 29/8 - Biddinghuizen, Nederländerna - Lowlands festival
- 30/8 - Hasselt, Belgien - Pukkelpop Festival
- 31/8 - Weeze, Tyskland - Terremoto Festival
- 2/9 - Hamburg, Tyskland - Schlachthof
- 3/9 - Frankfurt, Tyskland - Batschkapp
- 4/9 - München, Tyskland - Elserhalle
- 6/9 - Ljubljana, Slovenien - Gala Hala
- 7/9 - Bologna, Italien - Independent Days Festival
- 9/9 - Dortmund, Tyskland - Sabotage
- 10/9 - Groningen, Nederländerna - Vera
- 11/9 - Amsterdam, Nederländerna - Melkweg

- 26/9 - Mexico City, Mexiko - Circo Volador
- 27/9 - Mexico City, , Mexiko - Circo Volador
- 30/9 - San Juan, Puerto Rico - El Teatro San Juan
- 3/10 - Austin, Texas - Emo's
- 4/10 - Houston, Texas - Numbers
- 5/10 - Dallas, Texas - Gypsy Tea Room
- 7/10 - St. Louis, Missouri - Mississippi Nights
- 8/10 - Lawrence, Kansas - Granada
- 10/10 - Minneapolis, Minnesota - Quest Club
- 11/10 - Madison, Wisconsin - Barrymore Theater
- 13/10 - Columbus, Ohio - Newport Music Hall
- 14/10 - Chicago, Illinois - Riviera
- 16/10 - Pittsburgh, Philadelphia - Club Laga
- 17/10 - Rochester, New York - Water Street Music Hall
- 18/10 - Ottawa, Ontario - Capital Music Hall
- 20/10 - Washington, District of Columbia (D.C.) - 9:30 Club
- 21/10 - Philadelphia, Pennsylvania - Electric Factory
- 24/10 - New York, New York - Roseland Ballroom
- 25/10 - Boston, Massachusetts - Avalon Ballroom

- 9/11 - Long Beach, Kalifornien - All Tomorrow's Parties Festival
- 10/11 - San Francisco, Kalifornien - The Fillmore

#### Europa
- 13/11 - Stockholm, Sverige - Mondo
- 14/11 - Oslo, Norge - Betong
- 15/11 - Malmö, Sverige - Kulturbolaget (KB)
- 17/11 - Köln, Tyskland - Gebäude 9
- 19/11 - Glasgow, Skottland - Barrowlands
- 20/11 - Manchester, England - The Academy
- 22/11 - Nottingham, England - Rock City
- 23/11 - London, England - Astoria
- 24/11 - London, England - Astoria
- 26/11 - Berlin, Tyskland - SO36
- 28/11 - Wien, Österrike - Szene Wien
- 29/11 - Milano, Italien - Rainbow
- 30/11 - Zürich, Schweiz - Abart
- 2/12 - Barcelona, Spanien - Sala Apolo
- 3/12 - Madrid, Spanien - Sala Arena
- 4/12 - Lissabon, Portugal - Paradise Garage

## 2004

### Japan
- 7/1 - Tokyo, Japan - Shibuya-AX
- 8/1 - Nagoya, Japan - Club Quattro
- 9/1 - Tokyo, Japan - Club Quattro
- 11/1 - Osaka, Japan - Club Quattro

### Oceanien
- 15/1 - Auckland, Nya Zeeland - Galatos
- 16/1 - Auckland, Nya Zeeland - Big Day Out Festival
- 18/1 - Gold Coast, Australien - Big Day Out Festival
- 22/1 - Sydney, Australien - Metro Theatre
- 23/1 - Sydney, Australien - Big Day Out Festival
- 24/1 - Sydney, Australien - Big Day Out Festival
- 26/1 - Melbourne, Australien - Big Day Out Festival
- 28/1 - Melbourne, Australien - The HiFi Bar
- 30/1 - Adelaide, Australien - Big Day Out Festival
- 1/2 - Perth, Australien - Big Day Out Festival

### USA (medA Perfect Circle)
- 18/3 - Salt Lake City, Utah - E Center
- 20/3 - Denver, Colorado - Magness Arena
- 21/3 - Albuquerque, New Mexico - Convention Center
- 23/3 - Norman, Oklahoma - Lloyd Noble Arena
- 24/3 - Dallas, Texas - Nextstage
- 26/3 - Amarillo, Texas - Amarillo Coliseum
- 27/3 - El Paso, Texas - Don Haskins Center
- 28/3 - Phoenix, Arizona - Dodge Theater
- 9/4 - Tacoma, Washington - Tacoma Dome
- 10/4 - Salem, Oregon - Salem Armory
- 12/4 - Bozeman, Montana - Valley Ice Garden
- 13/4 - Rapid City, South Dakota - Rushmore Ctr
- 15/4 - Kansas City, Kansas - Municipal Aud
- 16/4 - Chicago, Illinois - UIC Pavilion
- 17/4 - Indianapolis, Indiana - Pepsi Coliseum

### Nordamerika minitour
För mer info om delar av miniturnén, se Scabdates.
- 6/5 - Los Angeles, Kalifornien - The Wiltern
- 9/5 - Mexico City, Mexiko - Vive Latino Festival
- 12/5 - Los Angeles, Kalifornien - The Wiltern
- 13/5 - Los Angeles, Kalifornien - The Wiltern

### Kalifornien minitour
- 21/10 - Santa Cruz, Kalifornien - Catalyst
- 23/10 - Irvine, Kalifornien - Verizon Amphitheater*

* förband för Pixies

### Latinamerikatour
- 4/11 - Santiago, Chile - Sue II Festival at Estadio San Carlos de Apoquindo
- 5/11 - Buenos Aires, Argentina - Personal Fest at Club Ciudad de Buenos Aires
- 7/11 - São Paulo, Brasilien - Tim Festival

## 2005

### Frances the Mute Tour

#### Japan minitour
- 5/2 - Tokyo, Japan - Sonic Mania
- 6/2 - Osaka, Japan - Sonic Mania
- 8/2 - Tokyo, Japan - Liquid Room

#### Europa
- 22/2 - Bryssel, Belgien - Ancienne Belgique
- 23/2 - Amsterdam, Nederländerna - Paradiso
- 24/2 - Hamburg, Tyskland - Docks
- 26/2 - Oslo, Norge - Rockefeller
- 27/2 - Stockholm, Sverige - Berns
- 1/3 - Berlin, Tyskland - Huxleys
- 3/3 - Köln, Tyskland - Live Music Hall
- 4/3 - München, Tyskland - Muffathalle
- 6/3 - Milano, Italien - Rolling Stone
- 7/3 - Zürich, Schweiz - Rohstofflager
- 9/3 - Birmingham, England - Birmingham Academy
- 11/3 - Glasgow, Skottland - Barrowlands
- 12/3 - Manchester, England - Manchester Academy
- 13/3 - London, England - Brixton Academy
- 15/3 - Paris, Frankrike - Elysée Montmartre
- 16/3 - London, England - Brixton Academy

#### Nordamerika
- 22/4 - San Diego, Kalifornien - RIMAC
- 25/4 - Austin, Texas - Austin Music Hall
- 26/4 - Houston, Texas - Version Wireless Arena
- 28/4 - New Orleans, Louisiana - Orpheum Theater
- 29/4 - Atlanta, Georgia - The Tabernacle
- 1/5 - Philadelphia, Pennsylvania - Electric Factory
- 3/5 - Philadelphia, Pennsylvania - Electric Factory
- 5/5 - New York, New York - Roseland Ballroom*
- 6/5 - New York, New York - Roseland Ballroom
- 7/5 - Providence, Rhode Island - Lupo's
- 9/5 - Worcester, Massachusetts - Palladium
- 10/5 - Boston, Massachusetts - Avalon
- 12/5 - Montréal, Québec - Metropolis
- 13/5 - Toronto, Ontario - Kool Haus
- 15/5 - Detroit, Michigan - State Theater
- 16/5 - Chicago, Illinois - Riviera
- 17/5 - Chicago, Illinois - Riviera
- 19/5 - Minneapolis, Minnesota - Wilkins
- 20/5 - Irvine, Kalifornien - Verizon Wireless Amphitheatre - KROQ Weenie Roast Festival°
- 31/5 - Denver, Colorado - Fillmore
- 2/6 - San Francisco, Kalifornien - Bottom of the Hill§
- 3/6 - Berkeley, Kalifornien - Greek Theater
- 4/6 - Los Angeles, Kalifornien - Greek Theater
- 7/6 - Phoenix, Arizona - Dodge Theater
- 8/6 - El Paso, Texas - Abraham Chavez Theater
- 10/6 - Manchester, Tennessee - Bonnaroo Music Festival

#### Europa
- 16/6 - Hultsfred, Sverige - Hultsfredsfestivalen
- 18/6 - Seinäjoki, Finland - Provinssi Festival
- 21/6 - Warszawa, Polen - Stodola
- 22/6 - Prag, Tjeckien - Roxy
- 24/6 - Interlaken, Schweiz - Greenfield Festival*
- 25/6 - Gelsenkirchen, Tyskland - Area 4 Festival*
- 26/6 - Nijmegen, Nederländerna - Rock in Park Festival*
- 28/6 - Barcelona, Spanien - Razzmatazz*
- 29/6 - Madrid, Spanien - Aqualung*
- 30/6 - Bilbao, Spanien - Santana 27°
- 2/7 - Werchter, Belgien - Rock Werchter Festival*
- 3/7 - Roskilde, Danmark - Roskilde Festival*
- 6/7 - Kristiansand, Norge - Quart Festival*
- 8/7 - Haag, Nederländerna - North Sea Jazz Festival*
- 9/7 - London, England - Somerset House*

### Japankonsert
- 31/7 - Naeba, Japan - Fuji Rock Festival

### Nordamerika (medSystem Of A Down)
- 4/8 - Long Beach, Kalifornien - Long Beach Arena
- 5/8 - Long Beach, Kalifornien - Long Beach Arena
- 6/8 - San Diego, Kalifornien - San Diego Sports Arena
- 8/8 - Phoenix, Arizona - America West Arena
- 11/8 - Dallas, Texas - America Airlines Center
- 12/8 - San Antonio, Texas - SBC Arena
- 13/8 - Houston, Texas - Cynthia Woods Mitchell Pavilion
- 15/8 - Pensacola, Florida - Civic Center
- 16/8 - Orlando, Florida - TD Waterhouse Arena
- 17/8 - Fort Lauderdale, Florida - Office Depot Center
- 19/8 - Atlanta, Georgia - Gwinnett Center
- 21/8 - Hampton, Virginia - Hampton Coliseum
- 22/8 - Baltimore, Maryland - Baltimore Arena
- 23/8 - East Rutherford, New Jersey - Continental Airlines Arena
- 26/8 - Philadelphia, Pennsylvania - Wachovia Spectrum Center
- 29/8 - Montreal, Québec - Belle Centre
- 30/8 - Québec, Québec - Colisée Pepsi
- 1/9 - Toronto, Ontario - Air Canada Centre
- 2/9 - Hamilton, Ontario - Copps Coliseum
- 17/9 - Vancouver, British Columbia - PNE/Pacific Coliseum
- 19/9 - Calgary, Alberta - Pengrowth Saddledome
- 20/9 - Edmonton, Alberta - Rexall Place
- 22/9 - Winnipeg - Manitoba MTS Centre
- 23/9 - St. Paul, Minnesota - MN Xcel Energy Center
- 25/9 - Columbus, Ohio - Nationwide Arena
- 26/9 - Cleveland, Ohio - Tower City Amphitheater
- 28/9 - Grand Rapids, Michigan - Van Andel Arena
- 29/9 - Detroit, Michigan - Joe Louis Arena
- 30/9 - Rosemont, Illinois - Allstate Arena
- 2/10 - Denver, Colorado - Pepsi Center
- 5/10 - Seattle, Washington - KeyArena
- 6/10 - Portland, Oregon - Rose Garden Arena
- 8/10 - Oakland, Kalifornien - Oakland Arena
- 11/10 - Fresno, Kalifornien - Save Mart Center
- 14/10 - Santa Barbara, Kalifornien - Santa Barbara Bowl

* utan SOAD

### Omar Rodriguez-Lopez QuintetEuropa # (medRadio Vago)
Inte The Mars Volta, men flera av deras medlemmar: Omar A. Rodríguez-López, Juan Alderete, Adrián Terrazas-González och Marcel Rodríguez-López.
- 11/11 - Rotterdam, Nederländerna - Rotown
- 12/11 - Antwerpen, Belgien - Hof ter Loo
- 13/11 - Amsterdam, Nederländerna - Melkweg
- 14/11 - Köln, Tyskland - Gebäude 9*
- 15/11 - Genève, Schweiz - L'Usine
- 16/11 - Zürich, Schweiz - Abart
- 17/11 - Wien, Österrike - Szene Wien
- 18/11 - Ljubljana, Slovenien - Orto
- 19/11 - Prag, Tjeckien - Matrix
- 20/11 - Poznań, Polen - BlueNote°
- 21/11 - Berlin, Tyskland - Magnet Club
- 22/11 - Hamburg, Tyskland - Weltbühne
- 23/11 - Groningen, Nederländerna - Vera
- 24/11 - Kortrijk, Belgien - De Kreun
- 25/11 - London, England - 93 Feet East

### England minitour
- 30/11 - Birmingham, England - The Academy
- 1/12 - Manchester, England - The Apollo*
- 3/12 - Camber Sands, England - All Tomorrow's Parties Festival°

## 2006

### Oceanien
- 20/1 - Auckland, Nya Zeeland - Big Day Out Festival
- 22/1 - Gold Coast, Australien - Big Day Out Festival
- 24/1 - Brisbane, Australien - The Arena
- 26/1 - Sydney, Australien - Big Day Out Festival
- 27/1 - Newtown, Australien - Enmore Theatre
- 29/1 - Melbourne, Australien - Big Day Out Festival
- 2/2 - Melbourne, Australien - The Palace
- 3/2 - Adelaide, Australien - Big Day Out Festival
- 5/2 - Perth, Australien - Big Day Out Festival

### Amputechture Tour

#### Nordamerika (medRed Hot Chili Peppers)
- 7/8 - Santa Cruz, Kalifornien - The Catalyst*
- 9/8 - Petaluma, Kalifornien - Phoenix Theatre*
- 11/8 - Portland, Oregon - Rose Garden Arena
- 12/8 - Auburn, Washington - Endfest 15 at White River Amphitheatre*§
- 15/8 - Boise, Idaho - Taco Bell Arena
- 16/8 - Salt Lake City, Utah - Delta Center
- 18/8 - Denver, Colorado - Pepsi Center
- 21/8 - Glendale, Arizona - Glendale Arena
- 22/8 - San Diego, Kalifornien - ipayOne Center at the San Diego Sports Arena
- 24/8 - Oakland, Kalifornien - Alameda County Arena
- 25/8 - Oakland, Kalifornien - Alameda County Arena
- 27/8 - Fresno, Kalifornien - Selland Arena
- 31/8 - Inglewood, Kalifornien - The Forum
- 1/9 - Inglewood, Kalifornien - The Forum

- 14/9 - Vancouver, British Columbia - GM Place
- 16/9 - Calgary, Alberta - Pengrowth Saddledome
- 17/9 - Edmonton, Alberta - Rexall Place
- 19/9 - Saskatoon, Saskatchewan - Credit Union Centre
- 20/9 - Winnipeg, Manitoba - MTS Centre
- 22/9 - Chicago, Illinois - Aragon Ballroom*
- 23/9 - Milwaukee, Wisconsin - Eagles Ballroom*
- 25/9 - Toronto, Ontario - Air Canada Centre°
- 26/9 - Toronto, Ontario - Air Canada Centre
- 28/9 - Montréal, Québec - Bell Centre
- 29/9 - Ottawa, Ontario - Scotiabank Place
- 1/10 - Québec, Québec - Colisée Pepsi
- 2/10 - Boston, Massachusetts - TD Banknorth Garden

- 17/10 - East Rutherford, New Jersey - Continental Airlines Arena
- 18/10 - East Rutherford, New Jersey - Continental Airlines Arena
- 20/10 - Boston, Massachusetts - TD Bank North Garden
- 21/10 - Albany, New York - Pepsi Arena
- 23/10 - Philadelphia, Pennsylvania - Wachovia Center
- 24/10 - Philadelphia, Pennsylvania - Wachovia Center
- 26/10 - Atlanta, Georgia - Gwinnett
- 28/10 - Las Vegas, Nevada - Vegoose Festival*
- 30/10 - Columbus, Ohio - Schottenstein Center
- 31/10 - Cleveland, Ohio - Quicken Loans Arena
- 2/11 - Grand Rapids, Michigan - Van Andel Arena
- 3/11 - Detroit, Michigan - Palace of Auburn Hills
- 5/11 - St. Paul, Minnesota - Xcel Energy Center

- 11/11 - Mexico City, Mexiko - Corona Music Fest*

#### Japan
- 19/11 - Osaka, Japan - Zepp
- 21/11 - Tokyo, Japan - Zepp
- 22/11 - Tokyo, Japan - Zepp
- 24/11 - Nagoya, Japan - Zepp

## 2007

### Oceanien
- 12/3 - Auckland, Nya Zeeland - St. James
- 14/3 - Brisbane, Australien - Brisbane Convention Center
- 15/3 - Sydney, Australien - Hordern Pavilion
- 17/3 - Melbourne, Australien - Festival Hall
- 19/3 - Adelaide, Australien - Thebarton Theatre
- 21/3 - Perth, Australien - Metro City*

### Kalifornien
- 28/3 - Ventura, Kalifornien - Ventura Theater
- 30/3 - Santa Cruz, Kalifornien - Catalyst
- 31/3 - Berkeley, Kalifornien - Berkeley Community Theater
- 2/4 - West Hollywood, Kalifornien - The Troubadour*
- 3/4 - Los Angeles, Kalifornien - Orpheum Theater

### Omar Rodriguez-Lopez GroupJapan #
Inte The Mars Volta, men flera av deras medlemmar: Omar A. Rodríguez-López, Juan Alderete, Adrián Terrazas-González, Marcel Rodríguez-López, Cedric Bixler Zavala, Thomas Pridgen med Money Mark.
- 28/7 - Naeba, Japan - Fuji Rock Festival

### Californian one-off
- 29/12 - Los Angeles, Kalifornien - Echoplex

### New Year's Eve
- 31/12 - San Francisco, Kalifornien - Bill Graham Civic Auditorium*

## 2008

### The Bedlam In Goliath Tour

#### Nordamerika
- 9/1 - Burlington, Vermont - Higher Ground
- 11/1 - New Haven, Connecticut - Toad's Place
- 12/1 - Providence, Rhode Island - Lupo’s Heartbreak Hotel
- 14/1 - New York, New York - Terminal 5
- 16/1 - Philadelphia, Pennsylvania - The Fillmore at the TLA
- 18/1 - Baltimore, Maryland - Rams Head Live
- 19/1 - Columbus, Ohio - Newport Music Hall*
- 21/1 - Toronto, Ontario - Phoenix Concert Hall
- 23/1 - Ann Arbor, Michigan - Michigan Theater
- 25/1 - Kansas City, Missouri - Beaumont Club
- 27/1 - Boulder, Colorado - Fox Theatre
- 29/1 - San Diego, Kalifornien - Soma San Diego
- 30/1 - Irvine, Kalifornien - Bren Events Center at UC Irvine
- 2/2 - Los Angeles, Kalifornien - Fox Studios°

#### Europa
- 17/2 - Hamburg, Tyskland - Docks
- 19/2 - Oslo, Norge - Sentrum
- 20/2 - Stockholm, Sverige - Cirkus
- 22/2 - Köpenhamn, Danmark - Vega
- 24/2 - Berlin, Tyskland - Huxleys
- 26/2 - Zürich, Schweiz - Volkshaus
- 27/2 - Milano, Italien - Alcatraz
- 29/2 - Madrid, Spanien - La Riviera
- 1/3 - Barcelona, Spanien - Razzmatazz
- 3/3 - München, Tyskland - Elser Halle
- 5/3 - Paris, Frankrike - Olympia
- 6/3 - Tilburg, Nederländerna - 013 Music Hall
- 8/3 - Köln, Tyskland - Palladium
- 9/3 - Bryssel, Belgien - Ancienne Belgique
- 11/3 - Glasgow, Skottland - Academy
- 13/3 - Manchester, England - Apollo
- 14/3 - London, England - Brixton Academy

#### Nordamerika
- 1/4 - Orlando, Florida - House of Blues
- 2/4 - Miami, Florida - The Fillmore
- 4/4 - Myrtle Beach, Sout Carolina - House of Blues
- 5/4 - Atlanta, Georgia - The Tabernacle*
- 7/4 - New Orleans, Louisiana - House of Blues
- 8/4 - Dallas, Texas - Palladium Ballroom
- 10/4 - Austin, Texas - Austin Music Hall
- 12/4 - Mexico City, Mexiko - Zero Fest at Autódromo Hermanos Rodríguez
- 14/4 - Houston, Texas - Verizon Wireless Theater
- 15/4 - Tulsa, Oklahoma - Cain's Ballroom
- 17/4 - St. Louis, Missouri - The Pageant
- 18/4 - Columbus, Ohio - Newport Music Hall°
- 20/4 - Chicago, Illinois - Aragon Ballroom
- 21/4 - St. Paul, Minnesota - Roy Wilkins Auditorium
- 26/4 - Guadalajara, Mexiko - Zero Fest at Rancho Los Alamitos La Tijera
- 12/5 - Toronto, Ontario - Sound Academy
- 14/5 - Cleveland, Ohio - House Of Blues
- 15/5 - Detroit, Michigan - Fillmore
- 18/5 - Denver, Colorado - Fillmore
- 19/5 - Salt Lake City, Utah - The Great Salt Air§
- 21/5 - Calgary, Alberta - Macewan Hall
- 22/5 - Edmonton, Alberta - Edmonton Event Center
- 24/5 - Vancouver, British Columbia - PNE Forum
- 26/5 - George, Washington - Sasquatch! Music Festival at The Gorge Amphitheatre

#### Japan
- 10/6 - Osaka, Japan - Namba Hatch
- 11/6 - Nagoya, Japan - Club Diamond Hall
- 13/6 - Tokyo, Japan - Shinkiba Studio Coast

#### Oceanien
- 17/6 - Perth, Australien - Metro City
- 19/6 - Sydney, Australien - Hordern Pavilion
- 21/6 - Brisbane, Australien - Convention Centre
- 23/6 - Melbourne, Australien - Forum Theatre
- 24/6 - Melbourne, Australien - Forum Theatre
- 26/6 - Auckland, Nya Zeeland - Logan Campbell Center

#### Europa
- 12/7 - Liège, Belgien - Les Ardentes Festival
- 13/7 - Rotterdam, Nederländerna - North Sea Jazz Festival
- 16/7 - London, England - Roundhouse
- 17/7 - London, England - Roundhouse
- 19/7 - Suffolk, England - Latitude Festival
- 20/7 - Luxemburg, Luxemburg - Den Atelier*
- 22/7 - Stuttgart, Tyskland - Longhorn
- 23/7 - Wien, Österrike - Arena
- 25/7 - Warszawa, Polen - Stodola
- 26/7 - Prag, Tjeckien - Roxy
- 28/7 - Turin, Italien - sPAZIALE Festival
- 29/7 - Rom, Italien - Teatro Romano di Ostia Antica
- 31/7 - Barakaldo, Spanien - RockStar Live
- 2/8 - Paredes de Coura, Portugal - Paredes de Coura Festival

#### Nordamerika
- 12/9 - Columbus, Ohio - LC Amphiteater
- 14/9 - Boston, Massachusetts - Orpheum Theatre
- 15/9 - Providence, Rhode Island - Lupo's
- 17/9 - New York, New York - Hammerstein Ballroom
- 18/9 - Sayreville, New Jersey - Starland Ballroom
- 20/9 - Philadelphia, Pennsylvania - Electric Factory
- 21/9 - Baltimore, Maryland - Ram's Head
- 23/9 - Asheville, North Carolina - Asheville Civic Center
- 24/9 - Atlanta, Georgia - The Tabernacle
- 26/9 - Austin, Texas - Austin City Limits Music Festival at Zilker Park
- 28/9 - El Paso, Texas - Abraham Chavez Theater
- 29/9 - El Paso, Texas - Club 101*
- 1/10 - Phoenix, Arizona - Dodge Theater
- 2/10 - San Diego, Kalifornien - SDSU Open Air Theater
- 4/10 - Los Angeles, Kalifornien - LA Weekly Detour Music Festival at Los Angeles City Hall

* hemlig föreställning i en mindre klubb än de där bandet i övrigt spelet under resten av turnén

#### Amerika (medR.E.M.)
- 25/10 - New Orleans, Louisiana - Voodoo Experience Festival at City Park
- 29/10 - Bogotá, Colombia  - Coliseo Cubierto El Campín
- 1/11 - Buenos Aires, Argentina - Personal Fest at Club Ciudad de Buenos Aires
- 3/11 - Santiago, Chile - Sue II Festival at Movistar Arena
- 5/11 - Guadalajara, Mexiko - Foro De La Expo Guadalajara*
- 7/11 - Mexico City, Mexiko - Vive Cuervo Salon*
- 8/11 - Monterrey, Mexiko - Zero Fest at Parque Fundidora*

* utan R.E.M.

## 2009

### Omar Rodriguez-Lopez GroupEU Tour # (medZechs Marquise)
# inte en The Mars Volta-turné, men med flera av deras medlemmar: Omar A. Rodríguez-López, Juan Alderete, Marcel Rodríguez-López, Thomas Pridgen från The Mars Volta med Ximena Sariñana Rivera, Mark Aanderud
- 9/3 - Groningen, Nederländerna - Vera
- 10/3 - Bryssel, Belgien - Botanique
- 11/3 - London, England - Dingwalls
- 12/3 - Paris, Frankrike - Point Ephémère
- 13/3 - Fribourg, Schweiz - Fri-Son
- 14/3 - Aten, Grekland - AN Club*
- 15/3 - Berlin, Tyskland - Festsaal Kreuzberg
- 16/3 - Hamburg, Tyskland - Uebel & Gefährlich
- 17/3 - Köln, Tyskland - Gebäude 9
- 18/3 - Amsterdam, Nederländerna - Melkweg
- 20/3 - Moskva, Ryssland - Cisterna Hall*

* utan Zechs Marquise

### Kalifornienkonsert
- 8/5 - Los Angeles, Kalifornien - Club Nokia*

* MusiCares Benefit Concert för att hylla Anthony Kiedis; The Mars Volta var bokade, men dök inte upp

### Octahedron Tour

#### USA minitour
- 9/6 - Ventura, Kalifornien - Ventura Theatre
- 13/6 - Manchester, Tennessee - Bonnaroo Music Festival

#### Europa
- 18/6 - London, England - Institute of Contemporary Arts
- 20/6 - Scheeßel, Tyskland - Hurricane Festival
- 21/6 - Neuhausen ob Eck, Tyskland - Southside Festival
- 23/6 - Zürich, Schweiz - Volkshaus
- 26/6 - Milano, Italien - Idroscalo Fest
- 28/6 - Paris, Frankrike - Olympia
- 29/6 - Düsseldorf, Tyskland - Stahlwerk
- 2/7 - Arvika, Sverige - Arvikafestivalen
- 3/7 - Roskilde, Danmark - Roskildefestivalen
- 5/7 - Werchter, Belgien - Rock Werchter Festival
- 6/7 - Luxemburg, Luxemburg - Den Atelier
- 8/7 - Amsterdam, Nederländerna - Paradiso
- 10/7 - Balado, Skottland - T in the Park Festival
- 11/7 - County Kildare, Irland - Oxegen Festival
- 13/7 - London, England - Somerset House

#### USA
- 28/8 - San Francisco, Kalifornien - Outside Lands Festival at Golden Gate Park
- 30/8 - Los Angeles, Kalifornien - Hollywood Palladium
- 1/9 - Los Angeles, Kalifornien - Hollywood Palladium
- 2/9 - Santa Barbara, Kalifornien - Santa Barbara Bowl
- 4/9 - San Diego, Kalifornien - Soma San Diego
- 5/9 - Phoenix, Arizona - Dodge Theater
- 7/9 - Tulsa, Oklahoma - Cain's Ballroom
- 8/9 - St. Louis, Missouri - The Pageant
- 10/9 - Minneapolis, Minnesota - First Avenue
- 11/9 - Chicago, Illinois - Congress Theater
- 13/9 - Morrison, Colorado - Monolith Festival at Red Rocks Amphitheatre
- 14/9 - Kansas City, Missouri - Midland Theatre
- 16/9 - Dallas, Texas - Palladium Ballroom
- 19/9 - San Antonio, Texas - Municipal Auditorium

## Europa
- 29/11 - Oslo, Norge - Sentrum Scene
- 30/11 - Stockholm, Sverige - Cirkus
- 2/12 - Köpenhamn, Danmark - Vega
- 3/12 - Berlin, Tyskland - Huxley's Neue Welt
- 6/12 - Gent, Belgien - Vooruit
- 7/12 - Tilburg, Nederländerna - 013
- 9/12 - Edinburgh, Skottland - HMV Picture House
- 10/12 - Dublin, Irland - Olympia Theatre
- 12/12 - Leeds, England - Leeds University Union
- 13/12 - Minehead, England - All Tomorrow's Parties Festival
- 14/12 - London, England - HMV Forum